# Loeseneriella parkinsonii
Loeseneriella parkinsonii är en benvedsväxtart som först beskrevs av T. Chakrab. och Gang., och fick sitt nu gällande namn av Naithani. Loeseneriella parkinsonii ingår i släktet Loeseneriella och familjen Celastraceae. Inga underarter finns listade.